# Арнолд Зомерфелд
Арнолд Йоханес Вилхелм Зомерфелд (на немски: Arnold Sommerfeld; 5 декември 1868, Кьонигсберг – 26 април 1951, Мюнхен) е германски физик, известен с работата си в областта на атомната и квантовата физика, както и с големия брой талантливи ученици.

## Биография
Арнолд Зомерфелд е роден в лекарско семейство. През 1886 г. постъпва в Кьонигсбергския университет (днес Калининград) да следва математика. Този университет е един от първите университети, в които теоретичната физика се утвърждава като самостоятелен предмет. Сред неговите наставници са такива изтъкнати учени като Давид Хилберт, Фердинанд фон Линдеман и Адолф Хурвиц. През 1891 г. Зомерфелд защитава дисертация на тема Странни функции в математическата физика.
През 1893 Зомерфелд се премества в Гьотинген, в онези времена – главният математически център в Германия. Там работи отначало като асистент в института по минералогия. Основните му интереси обаче си остават математиката и математическата физика. През 1894 г. става асистент на математика Феликс Клайн. Под негово ръководство написва докторската си дисертация (1895 г.) Математическа теория на дифракцията, след което става приватдоцент по математика.
От 1900 г. завежда катедрата по техническа механика в Техническия институт в Аахен. През 1906 г. става професор по теоретична физика в Мюнхенския университет, където създава един от най-значителните центрове по теоретична физика. Въпреки предложенията да застане начело на други известни катедри, той остава в Мюнхен до края на живота си, с изключение на едно прекъсване за временна професура в САЩ (Уисконсински университет 1922/1923) и за пътувания като академичен преподавател из Азия (Индия, Китай, Япония) и в САЩ (1928/1929). Дори след излизането си в пенсия през 1935 г. той продължава до преподава до 1940 г. Причината за това била, че според Зомерфелд подходящ за негов заместник бил ученикът му Вернер Хайзенберг, но срещу него имало силно противодействие от страна на представителите на т. нар. „немска физика“ или „арийска физика“, които се противопоставяли на „еврейската физика“ и в крайна сметка наложили свой кандидат. След Втората световна война Зомерфелд отново искал да има последовател, който да продължи традицията на неговата научна школа и предлага кандидатурите на Хайзенберг, Ханс Бете и Карл Фридрих фон Вайцзекер.
Зомерфелд е номиниран за Нобелова награда 81 пъти, като между първата и последната му номинация изминават 33 години, но не е удостоен с нея. Вероятните причини за това (вж. източника) са:
1. Обстоятелството, че ученият работи в област, която няма представител в Нобеловия комитет по физика и научният принос не може да бъде оценен.
2. Според регламента, Нобелова награда се присъжда за конкретно откритие, а не за цялостна дейност.
3. Постиженията му са оценявани като принос в математиката, а не във физиката.
Загива през 1951 г. при пътен инцидент.

## Постижения
Заедно с Макс Планк, Алберт Айнщайн и Нилс Бор Арнолд Зомерфелд принадлежи към кръга учени, които в началото на XX век създават новия фундамент на физиката – съвременната теоретична физика с главните ѝ направления – квантовата механика и теорията на относителността. Зомерфелд е бил не само изтъкнат учен, но и талантлив преподавател. Приносът му в науката се състои не толкова във формулировката на нови революционни физически теории, колкото в прилагането на най-новите математически методи за решаването на физически и технически задачи. Забележителен негов принос в ранната квантова теория е уточняването на модела на Бор, с чиято помощ се удава да се обясни тънката структура на спектралните линии на водородния атом. Освен това той разработва теория на рентгеновото излъчване, подобрява теорията на електроните в металите (теория на Друде), като прилага квантово-механичен подход и създава пълна теория на въртенето на пумпала. Зомерфелд е един от първите физици, възприели и приложили специалната теория на относителността на Айнщайн и по такъв начин допринесли за признанието ѝ.
От научната школа по теоретична физика на Зомерфелд са излезли много известни физици, голям брой от тях нобелови лауреати. Тази школа е оказала силно влияние върху развитието на физиката, особено на квантовата теория и на нейното разпространение – не на последно място и затова, че много от катедрите в Германия и САЩ били оглавени от възпитаници на Зомерфелд. Двама от основоположниците на квантовата механика – Вернер Хайзенберг и Волфганг Паули са били негови аспиранти. Сред учениците му са били и Питър Дебай, Ханс Бете и Лайнъс Полинг.